# Georg von Lehndorff
Le comte Georg Hermann Albrecht von Lehndorff (né le 4 décembre 1833 à Steinort et mort le 30 avril 1914 à Berlin) est un éleveur de chevaux de course prussien, un coureur amateur et un important réorganisateur des haras prussiens.

## Biographie
Georg Lehndorff est le plus jeune des trois fils du maître du domaine Carl comte Lehndorff et de son épouse Pauline, née comtesse von Schlippenbach (de) (1805-1871), fille de Carl Friedrich Wilhelm comte von Schlippenbach, seigneur de Schönermark, et de Friederike Caroline, née comtesse von Beust, né en 1833 à Steinort.
Jusqu'à ce qu'il soit accepté comme enseignant primaire au lycée de Kneiphof de Königsberg en 1849, il habite la ferme de ses parents. Cependant, il passe une grande partie de son enfance dans un haras de pur-sang à Lugowen (de) dans l'arrondissement d'Insterbourg, où sa passion pour les chevaux et surtout l'élevage de pur-sang s'éveille. En 1850, lors de la mobilisation contre l'Autriche le 15 novembre, il rejoint le 3e régiment de cuirassiers à Königsberg. Ici, il remporte également sa première victoire en tant que cavalier. Le 14 février 1855, Lehndorff se marie avec la comtesse Clara von Kalnein et prend congé de l'armée en mai pour reprendre le manoir de Laserkeim près de Königsberg, qu'il a hérité de son père. Il a déjà fondé ici une petite équipe de courses pendant son service militaire, qu'il agrandit maintenant. En 1860, il vend le domaine afin de construire avec son frère Carl une plus grande écurie de courses au manoir d'Haselhorst près de Spandau. Le comte von Lehndorff monte généralement lui-même à cheval. Entre 1853 et 1864, il réussit à devenir à six reprises le coureur amateur le plus titré. Il est le premier étranger à faire courir ses chevaux à Saint-Pétersbourg. Dans les années 1860 à 1864, il remporte d'importantes courses à Saint-Pétersbourg et à Moscou. Il peut également célébrer des succès à Varsovie et à Vilnius. En plus de l'écurie qu'il dirige lui-même, il possède également une écurie de courses à succès en France, dirigée par H. Jennings. En 1866, Lehndorff vend au manoir d'Haselhorst et commence la guerre contre l'Autriche au 2e régiment d'uhlans de la Garde. Le 1er octobre de la même année, il prend temporairement la direction du haras principal de Graditz (de), qu'il conserve jusqu'au 1er avril 1906. Le 16 novembre 1867, il reçoit le titre de maître d'écurie d'État et le 7 juillet 1868, il se retire du service militaire actif en tant que capitaine.
Du 1er octobre 1887, date à laquelle il reçoit le titre, jusqu'au 31 décembre 1911, il est le principal maître d'écurie prussien à la tête de l'administration des haras prussiens et, en même temps, chef du haras principal de Graditz. Il marque de son empreinte l'élevage de chevaux prussiens dans toutes les provinces (notamment en Prusse-Orientale). Il est également conscient de l'essor de l'élevage de chevaux de Graditz dans le dernier tiers du XIXe siècle. Il veille à ce que les reproducteurs, auparavant répartis dans différents haras, soient centralisés à Graditz et à ce que le sang soit rafraîchi grâce à l'achat de pur-sang anglais. Lehndorff, membre honoraire du British Jockey Club (en), écrit le Handbuch für Pferdezüchter (Berlin 1881). En 1906, il confie la direction du haras principal de Graditz à son fils Siegfried von Lehndorff (de).
En plus de son travail de maître d'écurie principal, Lehndorff est député de la Chambre des représentants de Prusse de 1873 à 1876 pour les arrondissements de Torgau et Liebenwerda (de).
Le comte Lehndorff décède le 30 avril 1914 à Berlin et est enterré dans sa ville natale, Steinort.

## Famille
Il se marie avec la comtesse Klara von Kalnein (née le 24 mars 1836 et morte le 31 janvier 1911) le 14 février 1855 à Königsberg. Le couple a les enfants suivants :
- Pauline (née le 2 décembre 1855 et morte le 26 janvier 1930)
- Nancy Magdalena Julia (née le 25 juillet 1858 et morte le 20 juillet 1937)
- Emmy Anna Amalie (née le 31 mars 1861 et morte le 15 avril 1944) mariée avec Franz von Veltheim (de) (né le 21 octobre 1856 et mort 19 octobre 1927) (père de Hans-Hasso von Veltheim (de))
- Siegfried Karl Heinrich (de) (1869-1956) marié le 4 octobre 1907 à Januschau avec Maria von Oldenburg (1886-1945)
- Meinhard (né le 20 février 1871 et mort le 21 octobre 1933)

## Honneurs
- La plaque Georg-Comte-von-Lehndorff (de) porte son nom pour les diplômés particulièrement réussis du master en gestion des chevaux et de l'examen de gestion des chevaux avec une spécialisation dans l'élevage et l'élevage.
- À Munich, la Graf-Lehndorff-Strasse porte son nom.

## Publications
- Hippodromos. Einiges über Pferde und Pferderennen im griechischen Alterthum. Wiegandt, Hempel & Parey, Berlin 1876.
- Handbuch für Pferdezüchter. Parey, Berlin 1881.
  - 7., neubearbeitete Auflage, herausgegeben von Siegfried Graf Lehndorff. Parey, Berlin 1925 (Reprint: Elbe-Dnjepr-Verlag, Klitzschen 2008,  (ISBN 978-3-940541-08-6).